# حزب اتحاد و ترقی

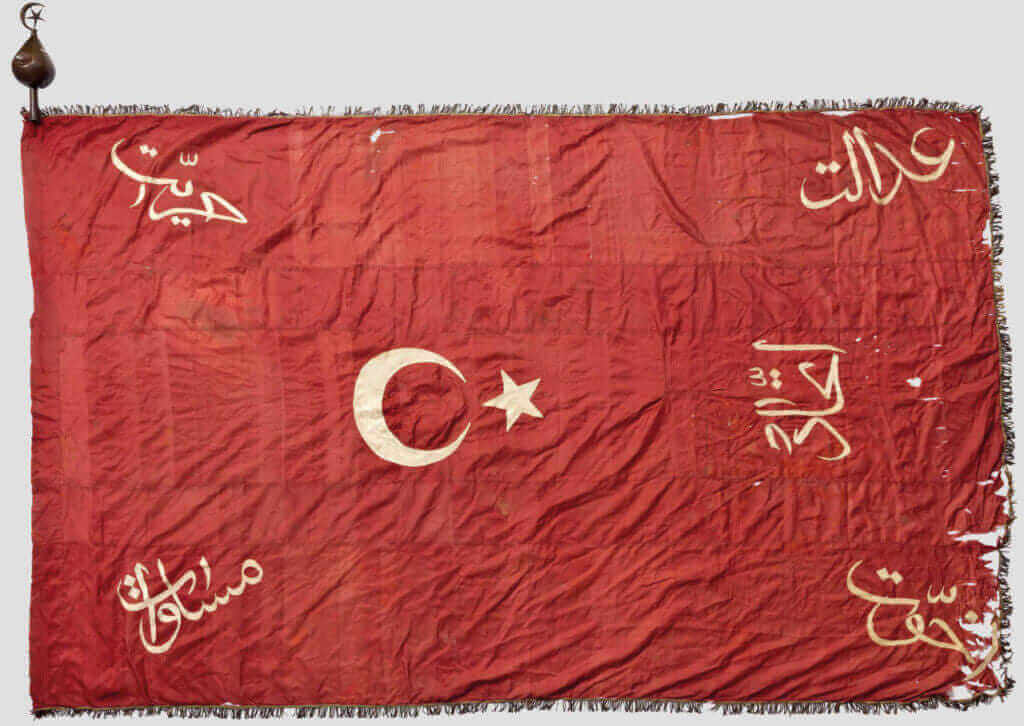
پرچم حزب اتحاد و ترقی

یک سازمان انقلابی مخفی بود که به عنوان کمیته جامعه اتحادیه عثمانی (ترکی عثمانی: İttihad-ı Osmanî Cemiyeti) در قسطنطنیه (استانبول کنونی) در ۶ فوریه ۱۸۸۹ توسط گروهی از دانشجویان دانشکده سلطنتی پزشکی تأسیس شد.

## اولین اثرگذاری سیاسی
اتحاد و ترقی در ۱۳۱۳ ق / ۱۸۹۵ م با موضع‌گیری در برابر حملهٔ ارامنه به باب عالی نخستین‌بار به‌طور رسمی موجودیت سیاسی خود را آشکار کرد و با انتشار اعلامیه‌ای، علت اصلی این رفتار ارامنه را استبداد و سوء مدیریت عبدالحمید دانست و هموطنان و مسلمانان را برای ریشه‌کن ساختن ظلم و نیز اجرای اصلاحات به اتحاد و یگانگی دعوت کرد.

## ادامه فعالیت در خارج
در پی آن عده‌ای از اعضای مؤسس جمعیت بازداشت و تبعید شدند و گروهی نیز به خارج از کشور گریختند و در پاریس، ژنو، شبه‌جزیرهٔ بالکان و قاهره شعبه‌هایی دایر کردند و به فعالیت پرداختند روزنامه‌های مشورت (ترکی) و ضمیمهٔ فرانسوی آن در پاریس، میزان و عثمانی در ژنو و قانون اساسی و حق در قاهره از همین ایام و از سوی همین افراد منتشر شد. 

## مشروطه دوم عثمانی
در سال ۱۹۰۸، عبدالحمید را مجبور به بازگرداندن مشروطیت ۱۸۷۶ کرد و بدین ترتیب دوره دوم قانون مشروطیت امپراتوری آغاز شد.

## پس از جنگ اول جهانی
در دوره انحلال امپراتوری عثمانی پس از جنگ اول جهانی به یک سازمان متشکل سیاسی تبدیل شد و خود را با ترکهای جوان همسو کرد.

## تبدیل به سیستم ترک محور و کمک به تولد کشور ترکیه
پس از ترور محمود شوکت پاشا حزب اتحاد و ترقی نظام تک حزبی را در کشور پی گرفت که تمام تصمیمات آن توسط اعضای کمیته مرکزی حزب که عبارت بودند از طلعت پاشا- انور پاشا و جمال پاشا گرفته می‌شد و پایه و اساس کار بر مبنای کشور ترک و پان ترکیزم قرار گرفت که در نهایت موجب تولد کشور ترکیه گشت.
پس از شکست عثمانی در جنگ جهانی اول، بسیاری از رهبران پیشین آن به جنبش ملی‌گرای ترکیه به رهبری مصطفی کمال (آتاترک) پیوستند و در نهایت به عنوان اعضای حزب جمهوری‌خواه خلق کمال به فعالیت‌های سیاسی خود در ترکیه ادامه دادند.

## کمک به انقلاب مشروطه ایران
در  اوائل آبانماه ۱۲۸۶ هجری شمسی که نیروهای عثمانی بدستور سلطان عبدالحمید برای کمک به استبداد محمد علیشاه به آذربایجان تعدی میکردند حزب اتحاد و ترقی، «بیانیه ای » بزبان ترکی برای دارالشوری(مجلس شورای ملی)  و انجمن تبریز فرستاد که آنها نیز پاسخ دادند. 
بعدها در جنگهای آزادیخواهان با محمد علی شاه نیز همدستی با ایرانیان کردند و یک دسته از ایشان به شهر خوی به یاری آزادی خواهان درآمدند.